# Sonata per a violí i piano núm. 4 (Weinberg)
La Sonata per a violí i piano núm. 4, op. 39, va ser composta per Mieczysław Weinberg el 1947. La va dedicar al violinista Leonid Kógan. Té una durada d'uns 36 minuts.

## Moviments
- I. Adagio
- II. Allegro ma non troppo - Adagio primo
- III. Adagio tenuto molto rubato - Adagio primo

## Origen i context
La dedicatòria a Kógan probablement va ser més tard, en el moment de la seva estrena l'any 1968, ja que l'any en què es va compondre Kogan encara era estudiant del Conservatori de Moscou.
La Quarta Sonata per a violí va ser escrita poc després que Andrei Jdànov anunciés el seu decret. Sorprenentment, la peça no presenta influències de la música folk i, en canvi, exhibeix un llenguatge musical dur i una estructura notablement menys melòdica que la Tercera i el Trio per a piano, compostos el mateix any, o la Sonatina, que va ser escrita dos anys després.

## Música
Tot i la seva estructura formal en tres moviments, els dos últims poden entendre’s com una unitat contínua, que dialoga amb el primer moviment establint-hi primer un contrast i després una connexió. L’obra evidencia un llenguatge plenament personal i un alt nivell de sofisticació en l’escriptura musical.
L’Adagio inicial destaca per un piano intens i tonalment ambigu, que alterna les mans en un patró rítmic constant i implacable. Passats dos minuts, el violí irromp amb una melodia refinada que crea un diàleg íntim. Aquest aporta llum al caràcter fosc del piano, amb frases llargues i canviants que mantenen la tensió sense alleujar-la. Cap a la meitat, la música s’eixampla, oferint una lectura més clara on el violí sembla xocar contra els acords repetitius del piano. Piano i violí es complementen: un estableix el ritme i l’estructura, mentre l’altre es mou amb llibertat dins el temps marcat.
Al segon moviment, Allegro ma non troppo, el violí apareix amb una seqüència ràpida de notes agrupades en quartets, repetint amb força les quatre primeres notes de l’escala de la menor, que després segueix per la quarta corda, la més greu. El piano respon immediatament amb una mena de fanfara basada en un interval de quarta i notes repetides. La combinació dels dos instruments crea una textura densa, on els temes melòdics es revelen a mesura que avança la música, conduint a un llarg clímax virtuosístic que culmina amb acords enèrgics del piano.
L’últim moviment, Adagio tenuto, comença amb una cadència del violí que deixa pas a una secció dolça i delicada, evocant l’ambient del Quatuor pour la fin du temps d’Olivier Messiaen. La música es dissol en un final espectral, amb pizzicatos del violí, acabant de manera indirecta i suggerent, com en els quartets de corda que l’autor va compondre en aquest període (núms. 3 a 5).